# São Lourenço do Oeste
São Lourenço do Oeste es un municipio brasileño del estado de Santa Catarina. Tiene una población estimada al 2022 de 24 791 habitantes. Ubicada en la frontera con el Estado de Paraná, forma parte de la Región metropolitana del Extremo Oeste y es el municipio sede de la Región Inmediata homónima.
La imponencia de su Iglesia principal, construida e inaugurada alrededor de 1966, es destacada por su arquitectura. Frente a la Iglesia está la Plaza de la Bandera.

## Historia
Los primeros colonos en llegar a la localidad fue en 1948, y eran de Río Grande del Sur de origen italiano y alemán. El lugar era conocido como Catanduva, y pertenecía al municipio de Chapecó. Tras el crecimiento económico del lugar con la instalación de aserraderos y otras empresas colonizadoras, la localidad cambió su nombre a Bracatinga. En 1951, Bracatinga fue elevada a distrito de Chapecó y cambiando su nombre a São Lourenço.
Se emancipó como municipio el 21 de junio de 1958, adoptando el nombre actual.